# Crkva sv. Jurja na Vršini
Crkva sv. Jurja, na Vršini u Podstrani, zaštićeno kulturno dobro

## Opis dobra
Datira iz vremena od 10. do 11. stoljeća. U Donjim Poljicima, iznad Gornje Podstrane na samom istaknutom vrhu planinskog prijevoja nalazi se kamena crkvica sv. Jurja. Crkva je okružena masivnim suhozidom od neobrađenog kamena koji formira kružno dvorište. Građevina je manja, izdužena, pravokutna kapela, dvovodnog kamenog krova, a unutrašnji jednobrodni prostor nadsvođen je šiljastim nepravilnim svodom. Oko crkvice nalazi se pravilno ograđen prostor s oko 20 vidljivih grobova. Istočno od crkvice proteže se polukružna kamena gomila. Ti stožasti kameni nasipi u uskoj su vezi s obližnjim gradinama a pružaju uzduž cijelog hrpta planine na pogodnim položajima odakle se može kontrolirati obala i pristup prema zaleđu. Crkvica sv. Jurja na Vršini predstavlja primjer srednjovjekovnih crkava sagrađenih na najistaknutijim točkama u prostoru, na vrhu planinskih prijevoja kao prostorno-terminacijski biljeg na razmeđi starih granica seoskih općina. Građena je u tradiciji predromaničkog crkvenog graditeljstva i zadržala je stilsku jedinstvenost. Na položaju prapovijesne gomile i gradine odražava kontinuitet sakralnog mjesta.

## Zaštita
Pod oznakom Z-6851 zavedena je kao nepokretno kulturno dobro - pojedinačno, pravna statusa zaštićena kulturnog dobra, klasificirano kao "sakralna graditeljska baština".